# Bert Gotink
Bert Gotink (Warnsveld, 13 oktober 1960) is een voormalig Nederlands voetballer. Hij speelde in het Nederlandse betaalde voetbal voor Go Ahead Eagles en Heerenveen. 

## Loopbaan
Hij voetbalde in de jeugd van Warnsveldse Boys waar hij werd ontdekt door Go Ahead Eagles. Op zijn zeventiende vertrok hij naar de Eredivisieclub uit Deventer.
Vlak voor zijn overgang in 1978 was hij jeugdinternational geworden. Hij kwam eenmaal in actie voor Oranje Onder 19.
Hij debuteerde in zijn tweede seizoen bij Go Ahead Eagles op 11 november 1979 in de derby tegen PEC. Gotink speelde veertien duels in de Eredivisie waarna hij werd verhuurd aan Heerenveen. Go Ahead Eagles had in die tijd met de Friese club  een samenwerkingsverband.
Na twee seizoenen nam Heerenveen Gotink definitief over. Hij speelde vijf jaar voor de Friezen waarin hij 155 competitieduels speelde en negentien keer scoorde.
Hij stopte in 1985 als profvoetballer en vervolgde zijn carrière bij Rohda Raalte dat uitkwam in de Hoofdklasse, het hoogste amateurniveau. Na de degradatie in 1989 verliet hij de club. 

## Wedstrijdstatistieken
| Seizoen | Club            | Competitie     | wed. | goals |
| ------- | --------------- | -------------- | ---- | ----- |
| 1978/79 | Go Ahead Eagles | Eredivisie     | 0    | 0     |
| 1979/80 | Go Ahead Eagles | Eredivisie     | 14   | 0     |
| 1980/81 | Heerenveen      | Eerste divisie | 34   | 7     |
| 1981/82 | Heerenveen      | Eerste divisie | 32   | 4     |
| 1982/83 | Heerenveen      | Eerste divisie | 30   | 3     |
| 1983/84 | Heerenveen      | Eerste divisie | 29   | 3     |
| 1984/85 | Heerenveen      | Eerste divisie | 30   | 2     |
| Totaal  | Totaal          | Totaal         | 169  | 19    |